# Route nationale 110 (Slovénie)
Pour les articles homonymes, voir G110 et Route nationale 110.
La route nationale 110 (slovène : Glavna cesta 110), abrégée en G110 ou G2-110, est une ancienne route nationale slovène allant de Gornja Radgona à la frontière autrichienne (Bad Radkersburg). Sa longueur était de 1 km.

## Histoire
Avant 1998, la route nationale 110 était numérotée M10.2,. En 2009, elle a été déclassée en route régionale 230 (regionalna cesta 230).

## Tracé
- Gornja Radgona
- Autriche B 69